# Жостір проносний

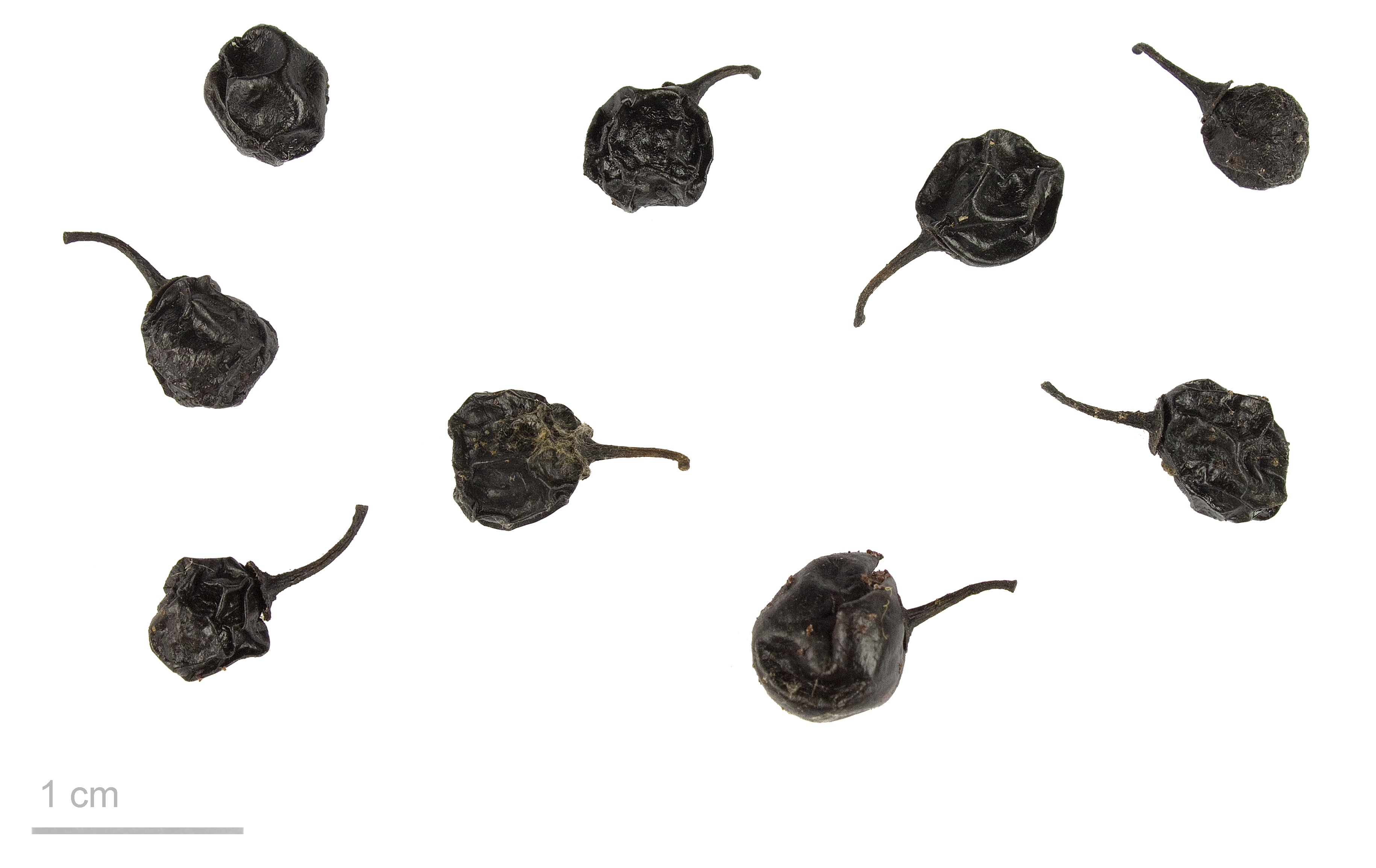
Rhamnus cathartica — Тулузький музей

Жо́стір проносни́й (Rhamnus cathartica L.) — рослина родини жостерові. Місцеві назви — жестір, жерст, проскурина тощо.

## Морфологічна характеристика
Кущ або невелике деревце родини жостерових (1,5-8 м заввишки) з темною корою і супротивними гілками, які часто закінчуються колючкою. Молоді пагони сірі, блискучі. Листки супротивні (3-6 см завдовжки), яйцеподібні або еліптичні, дрібнозарубчасто-пилчасті, голі, з трьома-чотирма дугоподібними жилками на кожній половині листка, довгочерешкові. Квітки дрібні, здебільшого одностатеві, зібрані пучками по 10-15 у пазухах листків. Оцвітина квіток зеленувата, 4-5-членна, пелюстки чергуються з частками чашечки або їх немає зовсім. Чашечка вузькодзвоникувата. Жіночі квітки з однією маточкою, стовпчик — 24-роздільний, зав'язь верхня. Чоловічі квітки з чотирма тичинками. Плід — чорний, кулястий (6-8 мм у діаметрі), блискучий, містить три-чотири насінини.

## Екологія
Жостір проносний росте в листяних і мішаних лісах, на галявинах, узліссях, схилах балок. Світлолюбна рослина. Цвіте у травні-червні, плоди достигають у серпні-вересні.

## Поширення
Жостір проносний — палеарктичний вид, поширений в Європі (крім північних районів), на Кавказі, у лісостеповій зоні Західного Сибіру, в окремих районах Казахстану і Центральної Азії, крім пустельних районів. В Європі південна межа ареалу перетинає пониззя Уралу, Волги, Дону, Дніпра, Молдову. Досить велика ділянка, відокремлена від європейської частини, знаходится в Криму і на Кавказі (крім Східного Закавказзя).
Поширений по всій Україні, крім Карпат і крайнього півдня. Промислова заготівля можлива в Хмельницькій, Одеській, Вінницькій, Кіровоградській, Черкаській, Київській, Полтавській, Дніпропетровській, Харківській, Сумській, Донецькій і Луганській областях. Запаси сировини значні.

## Практичне використання
Лікарська, вітамінозна, медоносна, танідоносна, фарбувальна, жироолійна, деревинна, декоративна рослина.
У науковій медицині використовують плоди жостеру — Fructus Rhamni catharticae. Вони рекомендуються як проносний засіб, особливо при хронічних запорах. У великих дозах плоди мають блювотну дію і викликають запалення кишково-шлункового тракту. У плодах жостеру містяться цукор, пектин, камеді, смоли, бурштинова кислота, глюкозиди й фарбувальні речовини.
У народній медицині плоди жостеру використовують як проносний і блювотний засіб, проти водянки, подагри, при хронічних хворобах шкіри; настоєм плодів на спирту натираються при ревматизмі. Гілки використовують при виразці і катарах шлунка, а кору — при зниженій кислотності. У ветеринарії плоди й кору використовують також як проносний засіб.
Листки жостеру містять велику кількість вітаміну С (до 800 мг%) і можуть стати сировиною для одержання концентрату.
Жостір проносний — медонос, що дає підтримувальний взяток. Мед з нього рідкий, не кристалізується. Медопродуктивність — до 25 кг/га.
У корі і листках містяться таніди (до 6 %), придатні для дублення шкур.
Недостиглі плоди жостеру дають жовту фарбу, стиглі — смарагдово-зелену, перестиглі — пурпурово-червону, свіжа кора — яскраво-жовту, суха кора — коричневу, червону і чорну.
Насіння жостеру містить 8-12 % жирної олії, яка придатна для виробництва лаків і фарб.
Деревина жостеру тверда, жовтувато з червонуватими прожилками, добре полірується; її можна використовувати для дрібних виробів, декоративної фанери, особливо ціняться напливи.
Жостір проносний — декоративна рослина, витривала, швидко розмножується, але не рекомендується розводити
її поблизу сільськогосподарських полів, оскільки вона є проміжним господарем іржастого гриба.

## Збирання, переробка та зберігання
Плоди жостеру збирають у період достигання, зриваючи їх руками. Складають у відра або кошики. Сушать у печах або сушарках при температурі 50-60 , розстилаючи тонким шаром на решетах або листах. Сухі плоди пакують у мішки вагою по 50 кг. Зберігають у сухих, добре провітрюваних приміщеннях. Строк зберігання чотири роки.